# Jedediah Smith
Pour les articles homonymes, voir Smith.
Jedediah Strong Smith (né le 6 janvier 1799 dans le comté de Chenango de l'État de New York et probablement tué le 27 mai 1831 aux abords de la rivière Cimarron, dans le Kansas, lors d'un voyage entre  Saint-Louis et Santa Fe) était un trappeur, explorateur et commerçant de fourrures américain. Il est considéré comme l'un des plus importants Mountain men de la conquête de l'Ouest. Il fut le premier « Blanc » connu à explorer la route à travers les montagnes Rocheuses vers la Californie par le désert des Mojaves et plus tard à traverser les montagnes de la chaîne côtière californienne pour atteindre l'Oregon au sud. Selon Maurice Sullivan : « Smith fut le premier Blanc à traverser le futur Nevada, le premier à traverser l'Utah du nord au sud et de l'ouest à l'est ; le premier Américain à pénétrer en Californie par voie terrestre, manifestant ainsi que la région avait changé de mains ; le premier Blanc à escalader la Sierra Nevada, et le premier à explorer l'arrière-pays de la côte du Pacifique, de San Diego aux rives du Columbia ».

## Origines
Contrairement à la plupart des pionniers de l'Ouest américain, Jedediah Smith n'est pas un émigrant de la première ou deuxième génération hors d'Europe, mais il vient d'une famille de colons anciennement implantés. Son père, nommé lui aussi Jedediah Smith, est originaire du New Hampshire et sa famille est l'une des premières installées à la fin du XVIIIe siècle dans la vallée de la Mohawk, dans l'État de New York. Jedediah Strong Smith, le fils, ne connaissait pas lui-même les circonstances exactes de sa naissance, des biographes tardifs proposent la date du 24 juin 1798, d'autres sources mentionnent 1799, parfois le 6 janvier 1799 ; le lieu de naissance indiqué est parfois la région de la vallée de la Chenango, soit la ville de Jericho, aujourd'hui Bainbridge, dans l'État de New York. Jedediah fait partie d'une fratrie de 14 enfants. Il s'est senti toute sa vie responsable de sa famille et est resté en liaison étroite avec elle. 
Les Smith déménagent peu après la naissance de Jedediah vers Érié, en Pennsylvanie, où le jeune homme grandit. En plus de l'école élémentaire, il reçoit du Dr. Simons, un médecin du voisinage, les bases d'une éducation anglaise et apprend même quelques rudiments de latin. Smith reste toute sa vie lié au Dr. Simons, d'autant plus qu'un de ses frères épouse plus tard la fille du médecin. Dans l'une de ses dernières lettres, dans laquelle il indique ses dispositions testamentaires, Jedediah Smith mentionne Simons directement après ses parents.
Lorsque la famille déménage plus loin encore, vers Ashtabula dans l'Ohio, l'adolescent travaille comme commissionnaire sur les navires des Grands Lacs et les fleuves du Middle West américain. Un commandement pour la cargaison d'un navire sur le lac Érié, établi par lui à l'âge de 14 ans et conservé, témoigne qu'il acquiert très tôt une position de confiance. Là, il fait connaissance avec les négociants français des sociétés de commerce des fourrures, qui font la navette entre les stations de Montréal et l'Ouest sauvage. Ils attisent son goût de l'aventure en même temps qu'ils lui offrent un modèle de succès financier. Cette période est à la base de son intérêt pour le commerce des peaux et l'exploration de l'Ouest. Jeune adulte, Smith adhère à une Église méthodiste et, contrairement encore une fois à la plupart de ses collègues, il est dépeint par ses contemporains et ses biographes comme un chrétien convaincu.
Ses biographies deviennent plus précises à partir de 1822, lorsqu'il entre à Saint-Louis au service de William Henry Ashley et de Andrew Henry dans leur compagnie de commerce de fourrures Ashley & Henry. Elles sont toutefois imprégnées, dans leur ton et leur point de vue, par les mythes de l'Ouest, dont elles reprennent des éléments classiques, tant sur les épisodes d'héroïsme que sur les relations avec les Indiens.

## Au service de Ashley et Henry
Saint-Louis se trouve à cette époque sur la Frontière. Les Grandes Plaines, couvertes par « la Prairie » de l'autre côté du Mississippi, sont alors en grande partie dépourvues de chemins, les cours d'eau sont les seules voies de communication. Tous les affluents à l'ouest du  Mississippi viennent des montagnes Rocheuses. Alors que la partie septentrionale des Rocheuses, maintenant au Canada, est à cette époque relativement bien explorée par les trappeurs anglais de la Compagnie de la Baie d'Hudson, les Rocheuses au sud de l'actuelle frontière canadienne l'est à peine et seuls de petits groupes d'hommes chassent le long du Missouri supérieur.
Les négociants en fourrure William Ashley et Andrew Henry de St. Louis veulent être les premiers à entreprendre à grande échelle la chasse dans les montagnes et espèrent ainsi éclipser leurs rivaux locaux de la Compagnie des fourrures du Missouri, installés également à Saint-Louis. En février et mars 1822, ils mettent donc dans le Missouri Republican et d'autres journaux l'annonce suivante :
« AUX jeunes gens entreprenants : le soussigné cherche CENT HOMMES pour remonter le Missouri jusqu'à sa source et y travailler une, deux ou trois années. »
Presque tous les hommes qui dans les décennies suivantes vont façonner l'image du trappeur et du négociant de fourrure — les Mountain Men, qui sont les symboles de la première époque de la Conquête de l'Ouest — font partie de cette expédition ou en sont les successeurs directs. Aux côtés de Jedediah Smith, qui a maintenant 23 ans, signent Jim Bridger, James Clyman, Tom Fitzpatrick, Hugh Glass, Edward Rose, David Jackson, les frères William et Milton Sublette. Smith est engagé comme chasseur. Le groupe embarque le 8 mai sur deux Keelboats, sortes de chalands employés pour la navigation fluviale dans l'Ouest, et remonte le Missouri.

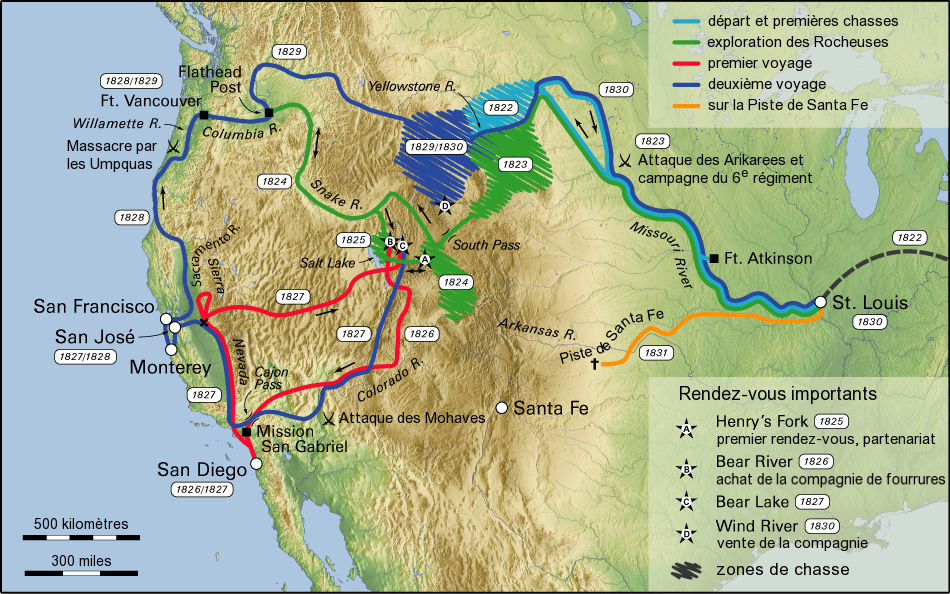
Les périples de Jedediah Smith

Près des Arikaras, à l'embouchure de la Grand River, le groupe se sépare. Une partie, sous la direction de Henry, part avec les bateaux jusqu'à l'embouchure de la rivière Yellowstone ; l'autre groupe, avec Ashley, achète des chevaux aux Indiens et coupe par voie de terre la grande boucle du Missouri. Smith chevauche avec Ashley et reste à l'embouchure de la Yellowstone, tandis que Ashley rentre à Saint-Louis avec les peaux de la dernière saison. C'est de cette base que Smith et ses collègues partent pour la chasse le long du Yellowstone. Il passe l'hiver 1822-1823 dans un poste avancé près de l'embouchure de la Musselshell.

### Les combats de 1823
Smith est probablement le chasseur qui, au printemps 1823, redescend seul le Missouri pour demander à Ashley de leur procurer des chevaux supplémentaires, après que des Indiens Assiniboine leur ont volé la plupart des animaux ; et il remonte à nouveau la rivière avec des bateaux d'approvisionnement méthodiquement planifiés.
Le 3 juin, une attaque des Arikaras a lieu sur la petite troupe de trappeurs et sur leurs bateaux. Dans les semaines précédentes, un conflit de longue durée entre Arikaras et Lakotas s'est étendu à leur relation avec les Blancs, d'ailleurs jamais tout à fait dépourvue de tensions : les Arikaras ont croisé un groupe de commerçants de fourrure de la Compagnie des fourrures du Missouri qui a recruté deux Lakotas comme guides. Les Arikaras ont exigé que leurs ennemis leur soient livrés et comme les commerçants ont refusé, un combat a éclaté au cours duquel deux Arikaras ont été tués.
Ashley et les trappeurs sont informés de l'incident et prennent des mesures de sécurité particulières en traversant la région des Arikaras et lors de l'achat des chevaux. Leurs bateaux sont ancrés au milieu de la rivière et c'est seulement au cours de la dernière nuit qu'une partie des trappeurs restent sur la rive, auprès des chevaux. Malgré ces précautions, les Arikaras attaquent aux premières lueurs de l'aube et causent des pertes sévères dès le premier assaut : treize trappeurs sont tués, dix ou onze sérieusement blessés et Jedediah Smith, qui fait partie des hommes venus à terre, est le dernier survivant à nager jusqu'aux bateaux, sauvant en même temps la vie de David Jackson qui a été blessé.
Les bateaux emportant les survivants se retirent un peu plus loin en aval, les blessés graves sont amenés sur l'un des bateaux, sous la direction de Smith, à 450 miles de là jusqu'au Fort Atkinson, puis  jusqu'à Saint-Louis. Ils atteignent Fort Atkinson le 18 juin et rapportent au Colonel Leavenworth les événements qui se sont déroulés en amont. Quelques heures plus tard seulement, un autre bateau arrive, rapportant un autre massacre de chasseurs de la Compagnie des fourrures du Missouri par des Arikaras sur le cours supérieur de la rivière Yellowstone. Leavenworth et les six compagnies du 6e Régiment de l'armée américaine, fortes de plus de 250 hommes, avec deux petits canons de 6 et trois Keelboats, se mettent en route le 22 juin. Soixante trappeurs blancs les accompagnent, à la disposition desquels l'armée a mis un petit obusier de 5,5 pouces. Se joignent encore à eux, environ 200 guerriers venant de différents groupes de Lakotas qui veulent soutenir le combat des Blancs contre le peuple de leurs ennemis, les Arikaras. Jedediah Smith conduit l'un des deux groupes de trappeurs alors formés.
L'attaque du 10 août se passe de manière décevante pour cette armée renforcée. Les canons ont été mal positionnés et ne peuvent atteindre les villages. Une attaque de cavalerie reste sans effet devant les palissades. La suggestion que les troupes de milice et les Lakotas lancent ensemble un assaut sur le petit village en contrebas est d'abord repoussée par Leavenworth, puis devient sans objet car les Lakotas manifestent d'autres priorités : piller les champs des Arikaras et prélever des trophées sur les cadavres de leurs ennemis tombés au cours des petites escarmouches de la veille.
Le soir du même jour ont lieu des négociations. Les délégations se mettent d'accord sur la restitution des armes à feu et de biens que les Arikaras avaient obtenu en paiement des chevaux ultérieurement abattus, et sur le libre passage des Blancs sur la rivière. Tous fument ensuite le calumet de la paix.
Les perdants sont les Lakotas, qui avaient espéré infliger avec l'aide des Blancs une défaite cuisante aux Arikaras et ramener de riches butins dans leurs villages. Les trappeurs ont sans doute obtenu de pouvoir conduire leurs bateaux sur le fleuve, mais la campagne a complètement échoué pour ce qui est d'impressionner les Indiens. Tant Lakotas qu'Arikaras perçoivent les Blancs comme faibles et dans les années suivantes continuent à attaquer des groupes de chasseurs dans les montagnes.
Smith se distingue cependant au cours de ces évènements, si bien qu'à partir de ce moment il devient durablement le Captain, le chef, des trappeurs. L'automne suivant il se rend de Fort Kiowa dans la région des Absarokees (aussi appelés Crow). Là, à l'ouest des Black Hills à proximité de la Powder River, il est attaqué par un grizzli et blessé à la poitrine et à la tête. L'ours a pris la tête de Smith dans sa gueule et lui a arraché la peau à gauche du front, près de l'œil, jusqu'à l'oreille droite. Le pavillon de l'oreille est déchiré à plusieurs endroits, profondément par les dents de l'animal et presque complètement détaché. C'est un compagnon de Smith qui lui recoud la peau de la tête ainsi que l'oreille. Smith reste conscient tout le temps et peut retourner à cheval au camp, où il prend dix jours de repos. Aucun récit ne manque ensuite de raconter que c'est depuis ce jour qu'il porte ses cheveux longs pour cacher l'oreille mutilée.

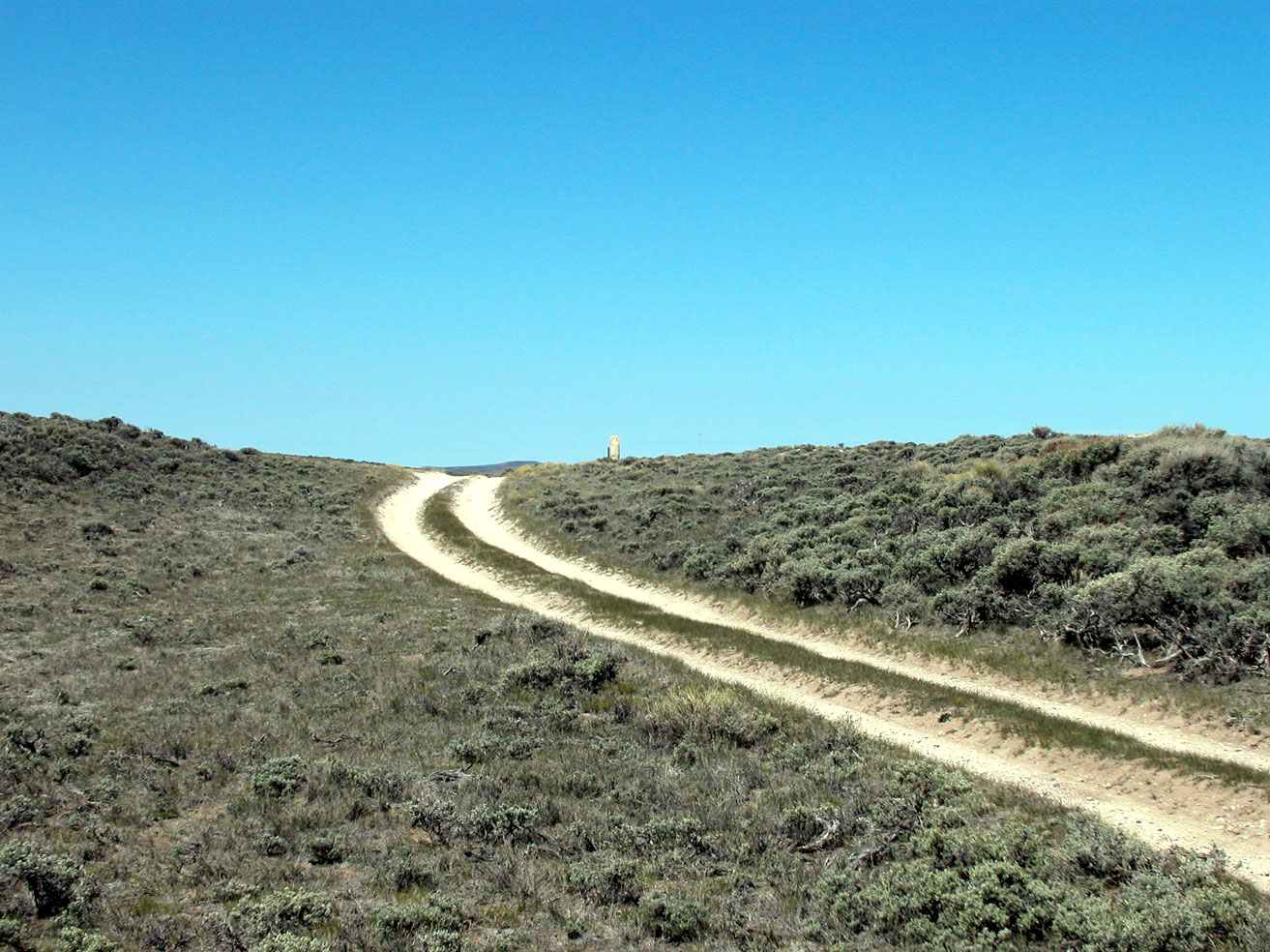
South Pass, le passage le plus simple au-dessus des Montagnes rocheuses

### LeSouth Pass
L'expédition de chasse se poursuit et les hommes rencontrent des tribus pacifiques de Cheyennes et de Absarokas, auprès desquels ils s'informent sur la présence de castors dans cette partie des Rocheuses. Pendant l'hiver 1823 ou au début de l'année suivante, ils empruntent, sur la recommandation des Indiens le South Pass, sur le cours supérieur de la Green River et traversent ainsi la ligne de partage des eaux du continent nord-américain en direction de l'Ouest. Ils ne sont pas les premiers Blancs à emprunter ce passage. En 1812, six membres de la Compagnie américaine de fourrures avaient déjà traversé en sens inverse, mais comme ils se trouvaient très loin de leur région de chasse habituelle et qu'ils ne pouvaient en tirer profit, ils avaient voulu garder le secret vis-à-vis de leurs concurrents. Leur rapport avait été volontairement formulé de manière si vague que l'emplacement et l'état du passage demeuraient inconnus. Smith le découvre à nouveau et reconnait l'importance d'un tel passage, large et plat. Les Montagnes rocheuses ne sont pas, comme l'expédition Lewis et Clark de 1806 l'affirmait, un obstacle uniquement franchissable à pied et sans lourdes charges ; on dispose d'un chemin relativement confortable vers les terres inexplorées de l'autre côté des montagnes et finalement vers l'océan Pacifique.

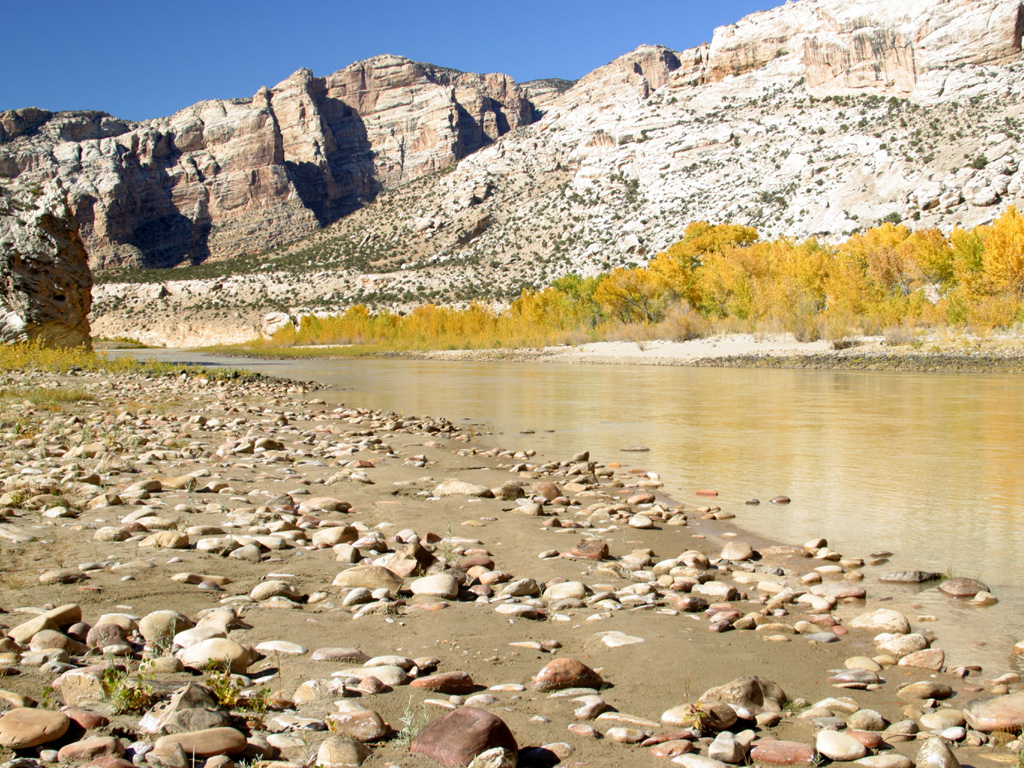
Green River, dans l'Utah

En 1824, tous les hommes célèbres de la compagnie « Ashley & Henry » travaillent sur la Green River. Smith, Jackson, Clyman, Fitzpatrick, les Sublettes et Bridger trouvent d'importants stocks de castors et font les prises de leur vie. Des Indiens, ils apprennent comment vivre dans une contrée sauvage, ainsi que les raffinements de la chasse au castor. En juin, ils se retrouvent tous sur le cours supérieur de la Sweetwater River dans le Wyoming, récupèrent du ravitaillement d'un ancien campement enfoui et fêtent le succès de leur saison de chasse. Il leur vient aussi l'idée de  faire de cette rencontre, dès l'année suivante, une rencontre commerciale : les « Rendez-vous ».
À l'automne, Smith suit la Snake River en direction du nord-ouest sur son cours inférieur et jusqu'à son embouchure dans le Columbia, rencontre Alexander Ross de la Compagnie de la Baie d'Hudson et l'accompagne jusqu'à Flathead Post, où il fait la connaissance de Peter Skene Ogden. Les deux hommes renseignent Smith sur les opérations des Britanniques dans le Nord-Ouest.
Pendant l'hiver, Smith  chasse seul dans la région riche en castors découverte peu auparavant par  Jim Bridger sur le Grand Lac Salé et rassemble le nombre, extraordinaire pour un seul homme, de  668 peaux. Pendant cette saison, le total des peaux chassées par les hommes de l'entreprise dépasse les  9000 livres (environ 4 000 kg, soit 6 000 fourrures).

### Le premier «Rendez-vous»
Au début de l'été 1825, Ashley réunit tous ses hommes sur l'un des affluents de la  Green River. C'est la première d'une série de rencontres annuelles, appelées  « Rendez-vous » : le directeur de la compagnie apporte des provisions pour la prochaine saison dans les montagnes, fournit à ses trappeurs de biens d'échange pour le commerce avec les Indiens et récupère les peaux de la saison écoulée pour les apporter à Saint-Louis. Viennent à cette première rencontre non seulement les 91 chasseurs de sa propre entreprise, mais aussi des trappeurs de la « Compagnie de la Baie d'Hudson » britannique qui ont rompu leur contrat et offrent leurs fourrures aux Américains. Ces rencontres se développent rapidement en grands rassemblements, auxquels participent des Indiens, venant non seulement du proche voisinage mais aussi de plus loin, afin d'échanger leurs fourrures. Ils sont rémunérés avec du whisky allongé d'eau, de perles en verre et de textiles bariolés, le plus grand profit provient d'ailleurs de ces échanges. De plus, les Rendez-vous dégénèrent en orgies, qui contribuent de manière non négligeable à la diffusion des maladies sexuellement transmissibles, en particulier de la syphilis, tant chez les  « Mountain Men » que chez les Indiens.
Le partenaire de William Ashley, Andrew Henry, s'est retiré au cours de l'année 1824 d'un commerce qu'il juge fatigant et risqué. Jedediah Smith, comme chef des chasseurs, est son remplaçant naturel. À la fin du « Rendez-vous », il est promu partenaire junior et la firme porte à partir de ce moment le nom de « Ashley & Smith ».

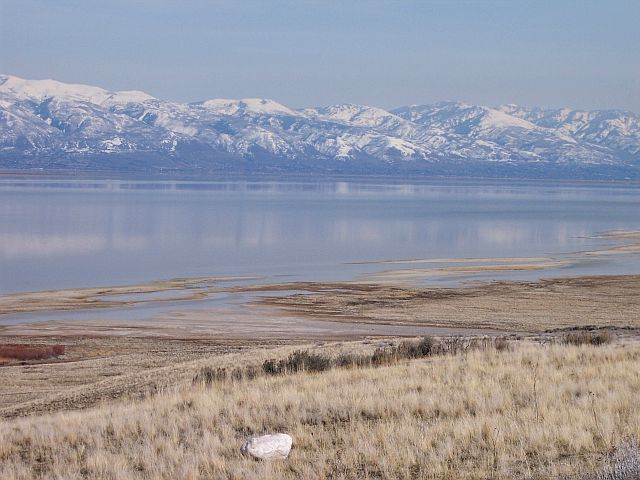
Le Grand Lac Salé devant la chaîne de Wasatch

## Indépendance
Au cours de la saison 1825-26  Smith étend sa zone de chasse plus loin vers l'Ouest. C'est alors que lui vient probablement pour la première fois l'idée d'étendre ses affaires des Montagnes rocheuses à la plaine et jusqu'au Pacifique. Dans le brouillon conservé d'une lettre qu'il n'a probablement pas envoyée, il spécule sur la possibilité de ne plus transporter vers Saint-Louis les peaux récupérées à l'ouest des Rocheuses, mais de transférer leur commerce à un port sur la côte centrale du Pacifique.
Après seulement deux ans de la nouvelle méthode du  « Rendez-vous », Ashley a fait tant de profit qu'il veut abandonner le négoce. Jedediah Smith reste partenaire et augmente sa participation, et lors d'une rencontre pendant l'été 1826, David Jackson et William Sublette reprennent avec lui la société commerciale, qui devient la  « Smith, Jackson & Sublette ». Le prix d'achat rapporté dans la presse est de  30 000 dollars, payable en liquide sur cinq ans ou en peaux de castors à raison de cinq dollars pièce. Ashley reste cependant lié à eux et continue à livrer à la compagnie approvisionnement et biens d'échange. Il se tourne ensuite vers la politique et devient de 1831 à 1837 député du Missouri à la Chambre, s'engageant surtout sur les questions indiennes; il meurt en 1838, peu après son retour à Saint-Louis.

## L'expédition au sud-ouest de 1826-27
Les nouveaux associés se partagent les tâches : Sublette dirige le bureau de Saint-Louis, Jackson organise la chasse dans les Rocheuses et Smith est chargé d'explorer de futures régions de chasse. En août il quitte avec 14 hommes leur base  sur la Bear River, un affluent du Grand Lac salé provenant des montagnes Wasatch, et part sur le lac Utah dans les montagnes. De là, il se dirige vers des terres inconnues: le rapport de Smith fournit la première mention des montagnes, rivières et peuples indiens d'une grande partie du sud de l'Utah et des régions environnantes.
Smith et ses hommes se dirigent vers le sud-ouest et traversent à l'est du plateau Wasatch plusieurs affluents de la Green River. Au sud du plateau, ils tombent sur la vallée de la Sevier, qui coule pour eux dans la mauvaise direction – c'est-à-dire vers le nord-est. C'est pourquoi ils ne la suivent qu'un court moment en amont et atteignent le plateau d'Escalante, nommé d'après une expédition espagnole de 1776. À travers une région désertique, ils atteignent fin septembre ou début octobre la Virgin River juste en dessous de l'actuel Parc national de Zion et la suivent jusqu'au fleuve Colorado.
En novembre 1826, ils rencontrent sur le Colorado des Indiens du peuple Mohave et, après ces mois de route, se laissent volontiers détourner quelques jours du but de leur voyage par l'hospitalité des Indiens, par leurs riches approvisionnements de maïs, de haricots et de courges, et surtout, selon le rapport, par leurs femmes.
Deux Tongvas qui vivent entre les Mohaves se proposent pour conduire Smith et ses hommes à la prochaine colonie mexicaine, la mission San Gabriel. Ils quittent le fleuve à peu près à l'endroit où se rencontrent actuellement les frontières des États de l'Arizona, du Nevada et de la Californie  et se dirigent directement vers l'Ouest à travers le désert des Mojaves et par le col Cajon dans la Californie mexicaine.

### Dans la Californie mexicaine
Ainsi Jedediah Smith et ses 14 compagnons deviennent le 27 novembre 1826 les premiers Blancs à atteindre l'océan Pacifique depuis le Mississippi par le Missouri, les Montagnes rocheuses et les déserts du sud-ouest de la Californie.

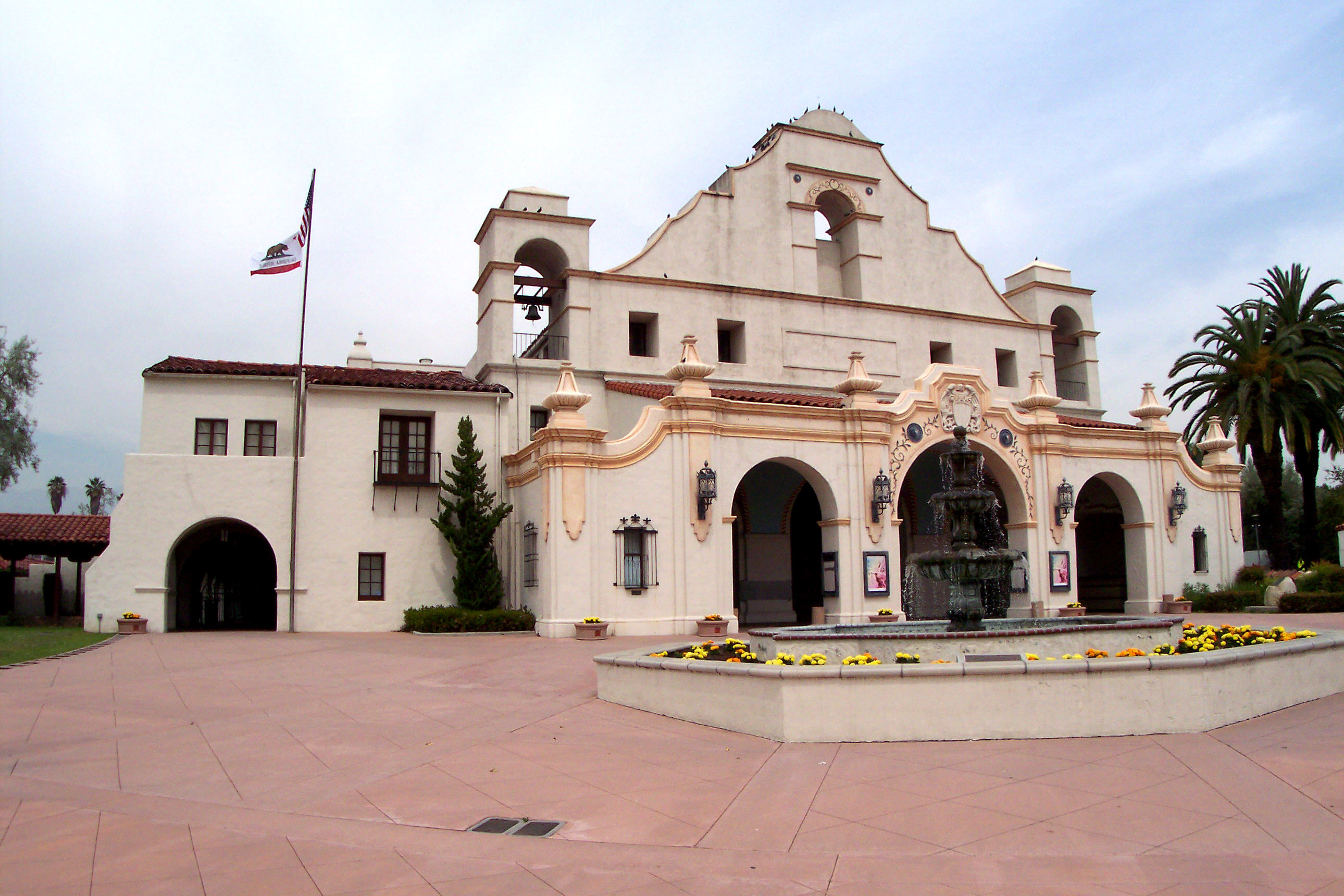
La Mission San Gabriel, San Gabriel, Californie

Ils sont accueillis amicalement par les frères de la  Mission San Gabriel dans la région de l'actuelle ville de Los Angeles. Mais les deux commandants de l'armée mexicaine, en revanche, ne se réjouissent guère de l'arrivée de ceux qu'ils considèrent comme des espions américains et ils les arrêtent. Grâce à la médiation d'un capitaine américain de Boston, dont le navire de commerce est arrivé par hasard en même temps qu'eux, Jedediah Smith, un de ses compagnons et le capitaine lui-même, William H. Cuningham, sont envoyés à San Diego chez le Gouverneur Jose-Maria Echeandía, qui après  négociations et enquêtes à Mexico confisque leurs cartes et journaux de route et leur ordonne de quitter immédiatement le pays. Leur demande d'être autorisés à quitter la Californie par le nord, afin de pouvoir explorer les régions à castors qui s'y trouvent, est rejetée. Smith peut acheter ce dont il a besoin pour son voyage, mais doit quitter le pays par la route même qu'il a prise pour venir.
Les Américains n'obéissent qu'en apparence. Dès qu'ils atteignent les collines, ils se tournent vers le nord et disparaissent dans la contrée sauvage de la Sierra Nevada. De février à avril, ils explorent le versant occidental de la Sierra, rencontrent des Indiens amicaux et à peine armés, et d'importantes hordes de Wapitis, de cerfs mulets et d'antilopes, mais peu de castors. À la hauteur de l'American River ils essaient début mai de traverser la Sierra, mais c'est encore l'hiver dans les montagnes et ils sont bloqués par la neige; cinq chevaux meurent de faim. Ils retournent alors dans la vallée de la Stanislaus River un peu plus au sud et atteignent un campement permanent près de l'actuelle ville d'Oakdale.

### Retour à travers le désert
Le 20 mai, Smith fait une nouvelle tentative avec seulement deux compagnons, six chevaux et deux mulets  chargés de provisions et traverse la Sierra Nevada en seulement huit jours, pendant lesquels deux des chevaux et un mulet périssent. Sa route le conduit par l'Ebbett Pass, le long de la Walker River et au sud le long du Walker Lake. Dans cette région, une vallée de près de 1 400 habitants porte aujourd'hui le nom de  Smith Valley. Jedediah Smith rapporte que 4 à 8 pieds de neige (1,20-2,40 m) auraient couvert les montagnes.
À l'est des montagnes se trouve le désert, alors complètement inconnu, du Grand Bassin. À la fin mai, celui-ci est complètement asséché et toute la faune a quitté la région. La structure du pays avec des côtes rocheuses abruptes orientées nord-sud rend la traversée vers l'est particulièrement difficile. En outre, la route passe par des dunes de sable qui retardent la progression et des sections entières sont des déserts de sel dans lesquels se trouve encore moins d'eau potable qu'ailleurs. Smith et ses deux compagnons prennent 20 jours pour parcourir environ 400 km, en chemin ils passent plusieurs fois deux jours sans boire. Les quelques Indiens de la région décrivent Smith comme « le plus misérable des hommes, qui n'a ni vêtements, ni nourriture, excepté des graines d'herbe et des sauterelles. » Les Païutes et les Gosiutes semblent avoir encore parlé des générations plus tard des trois hommes blancs à demi-morts qui ont surgi du néant du désert de sel, ont titubé jusqu'à une source et plongé leur tête dans l'eau. Ils doivent finalement abandonner dans le désert un des hommes presque mourant, mais quelques kilomètres plus loin, ils trouvent une source et Smith retourne en courant avec une gourde pleine d'eau, atteignant à temps l'homme encore vivant. Grâce à l'eau, celui-ci reprend assez de force pour arriver à la source avec l'aide de Smith.
Avec seulement un cheval et un mulet (les autres animaux de bât sont morts et leur ont servi en partie de nourriture en chemin), les trois hommes atteignent juste à temps le Rendez-vous sur le lac Bear. Dans une lettre détaillée écrite au superintendant William Clark du Bureau des affaires indiennes, Smith décrit ses voyages, les régions explorées et leurs habitants. Cet écrit resté dans les archives de l'administration fédérale des États-Unis est, avec le récit de voyage de Smith, retravaillé sous une forme plus littéraire, la source principale sur leurs découvertes. À part cela, ne sont conservés que des mémoires fragmentaires d'un des hommes restés en Californie, Harrison G. Rogers, et des actes de l'administration mexicaine.

## Le deuxième voyage 1827-29
Sitôt après le  Rendez-vous, Smith se remet en route, cette fois avec 19 hommes; ils n'essaient plus de traverser le désert du Grand Bassin, mais de le contourner au sud le long du Colorado et à travers le désert des Mojaves, un peu moins hostile. Au milieu d'août, ils rencontrent à nouveau des Mohaves qui s'étaient montrés si amicaux au mois de novembre précédent. Smith et ses hommes restent trois jours auprès d'eux, pendant lesquels ils construisent des radeaux pour traverser le Colorado avec leur équipement. Aucun d'eux ne sait que, depuis l'automne, un violent conflit a éclaté entre les Mohaves et les chasseurs de fourrure britanniques qui opèrent depuis Mexico, ni que les Indiens identifient Smith et ses hommes aux autres chasseurs de fourrure.
Pendant la traversée, alors que quelques-uns des hommes sont déjà sur l'autre rive, que d'autres rament sur le radeau et qu'un petit nombre est resté en arrière, les Mohaves attaquent sans avertissement. Smith et neuf compagnons accèdent à l'autre rive en vie, mais les neuf autres sont tués et une grande partie des provisions perdue. Les dix survivants abandonnent  une partie supplémentaire de leur chargement, car ils n'ont ni chevaux, ni mulets, et continuent à pied. Comme ils sont poursuivis par les Mohaves, il se retranchent dans un taillis avec leurs cinq fusils, tuent deux des Indiens et en blessent un autre. Les Mohaves cessent leur poursuite, Smith et ses hommes gagnent à pied le désert. En neuf jours et demi (ou plutôt nuits, car à cause de la chaleur ils voyagent seulement dès le coucher du soleil), ils atteignent par le Cajon Pass la région d'un Ranch que Smith connaissait déjà depuis l'année précédente. Ils sont accueillis amicalement et le propriétaire leur donne des chevaux et l'équipement nécessaire. Smith écrit une lettre aux frères de San Gabriel et se dirige avec sept hommes vers le nord jusqu'au campement de ses compagnons de l'an passé sur la rivière Stanislaus. Ils y arrivent le 18 septembre 1827, exactement quatre mois après son départ. Deux hommes restent volontairement dans le sud.

### À nouveau en Californie
Entre-temps, les Mexicains apprennent par des Indiens convertis au christianisme que les chasseurs n'ont pas quitté au printemps le pays par le sud-est, mais campent dans le nord. Le Gouverneur Echeandía exige qu'ils partent immédiatement vers l'est ou se rendent à San José où ils seraient mis en détention. Lorsqu'il apprend que leur chef Smith n'est plus dans le pays, il relâche la pression sur les Américains, d'autant qu'ils sont difficiles à atteindre dans cette région tout à fait reculée.
Lorsque Smith retrouve ses hommes, il va avec quelques-uns d'entre eux à San José pour acheter des provisions et est arrêté. Un lieutenant vient du Presidio de San Francisco pour l'interroger sur son prétendu plan de s'emparer avec ses hommes de la  Vallée de San Joaquin. Est appelé comme témoin un Indien qui vient d'être fouetté à la suite d'une rixe avec les Américains.
À nouveau, les capitaines de deux navires de commerce qui sont par hasard dans la région soutiennent Smith et le Gouverneur Echeandía, qui entre-temps réside à Monterey, fait amener devant lui  Smith et les capitaines. Le Gouverneur ne donne à Smith le temps nécessaire à s'équiper et s'approvisionner et lui ordonne de partir immédiatement vers le nord, en aucun cas par mer, ni vers l'est dans la région mexicaine au sud du 42e parallèle. Smith s'en porte garant le 15 novembre 1827, acceptant de s'exposer à une amende de 30 000 dollars s'il ne respecte pas cet engagement.
Le camp à la Stanislaus River est levé et Smith, depuis Monterey, ainsi que les hommes restés dans les régions sauvages se retrouvent à San Francisco. En ville, ils peuvent vendre leurs peaux de castor pour près de 4 000 dollars et obtiennent ainsi les fonds nécessaires à leur équipement. Grâce à leur bonne situation financière et parce qu'il sous-estime les difficultés du voyage, Smith se décide à se lancer dans le commerce risqué d'animaux de monte et de bât. En plus des  65 animaux qui doivent porter les hommes et leur équipement, il achète  250 chevaux et mulets pour 10 dollars chacun, qu'il espère amener dans les Rocheuses et revendre aux chasseurs de fourrure pour 50 dollars.
Entre-temps, un des deux hommes restés en septembre en Californie méridionale est tué ; un jeune Anglais qui est par hasard dans la région se joint à eux. Le 30 décembre, les chasseurs se mettent en route. Une fois de plus, dans une contrée presque totalement inconnue.

### Vers le Nord
Il existe différentes théories sur leurs plans. La plus vraisemblable est qu'ils projettent d'avancer le long du  Sacramento vers son cours supérieur encore inexploré et de là jusqu'à la côté pacifique, de se frayer un chemin sur la côte vers le nord et d'y retrouver la Willamette qu'ils connaissent déjà et qui devrait les conduire jusqu'à la Columbia River et aux bases du commerce de fourrure qui s'y trouvent. Selon d'autres thèses, Smith espère trouver la légendaire Buenaventura River, une rivière mythique qui coulerait des Montagnes rocheuses directement vers l'ouest jusqu'au Pacifique et déboucherait quelque part au nord de la Baie de San Francisco. Le long de la Buenaventura, ils auraient ensuite rejoint à relativement peu de frais le Rendez-vous de la compagnie à proximité du Grand Lac Salé.
Les mémoires de voyage n'évoquent aucune exploration détaillée des rivières dans la direction est-ouest, ce qui suggère que Smith, à cause de sa bonne  connaissance des Montagnes rocheuses occidentales ne croyait pas sérieusement au fleuve légendaire et envisageait d'avoir à avancer loin vers le nord.
Le groupe se compose de vingt hommes, habitués aux contrées sauvages, et de leur chef, Jedediah Smith, est le plus aguerri de tous, même s'il n'a que  29 ans. Ils partent de San José et à cause d'une grande étendue marécageuse mettent plus de six semaines à contourner la  Baie de San Francisco, jusqu'à ce qu'ils se retrouvent le 12 février sur la rive orientale du  Sacramento, un peu au sud de l'actuelle capitale californienne.

#### Le Sacramento et les montagnes côtières
Pendant les deux mois suivants, ils suivent la rive orientale du Sacramento. Ils explorent les rivières et ruisseaux affluents et vont à la chasse aux fourrures. Les stocks de castors ne sont pas aussi abondants que dans les Montagnes rocheuses, mais assez intéressants pour que le groupe n'avance que lentement. Le 10 avril, ils laissent le fleuve à peu près à l'emplacement actuel de Red Bluff. Le Sacramento forme là des marais étendus qu'ils ne peuvent traverser avec leurs nombreux animaux. Smith décide de traverser le fleuve et de continuer vers le nord-ouest.
Ils montent le long du Cottonwood Creek ramifié en plusieurs bras et comme la région est à nouveau trop marécageuse, ils partent à travers la brousse suivant la même direction, ce qui leur permet de traverser sans même s'en apercevoir la crête des montagnes côtières californiennes. Le 17 avril, ils rencontrent la rivière Trinity, qui coule en direction du nord-ouest vers l'océan Pacifique. Aucun Blanc n'a jamais mis le pied dans cette région ni traversé la chaîne de montagnes.
La Trinity les conduit jusqu'au fleuve Klamath, dans lequel elle débouche. Là, ils rencontrent pour la première fois des Indiens des peuples Hoopa et Yurok. Les relations sont pacifiques, ils peuvent faire du commerce avec les Indiens et échangent surtout des poissons et également des fourrures contre leurs perles de verre ou leurs pièces de tissu bariolées.

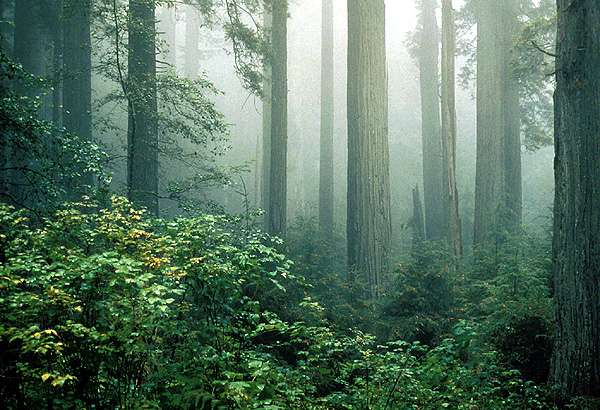
Brouillard sur la forêt de Redwood

Le principal problème des voyageurs, ce sont les forêts épaisses. Cette région est aujourd'hui le Parc national de Redwood, à cause des séquoias côtiers et de l'écosystème de la forêt tempérée humide ; une partie du parc porte le nom du premier Blanc à avoir exploré cette région, le Jedediah Smith Redwoods State Park. Entre les pentes abruptes et les arbres denses, les 300 chevaux et mulets représentent une énorme charge. Quotidiennement, plusieurs animaux s'égarent à cause du brouillard fréquent, souvent ils peuvent être retrouvés, mais pas toujours. De nombreux animaux tombent dans les pentes rocheuses, certains en meurent, d'autres doivent être abattus à la suite de fractures. Quelques-uns tombent dans les pièges de chasse des Indiens. Presque chaque jour, le journal décrit des pertes. Le groupe n'avance que lentement. Ils évaluent leur progression quotidienne entre 1,5 et 12 miles  (de 2,5 à 20 km), avec une moyenne un peu en dessous de 6 miles (10 km).
Le journal est alors tenu par Harrison G. Rogers, un des rares à part Smith à maîtriser l'écriture. Ses notes sont particulièrement détaillées, il prête attention au paysage et aux arbres, décrit chaque rencontre avec des Indiens et note le butin de chasse quotidien. Il a l'intuition, à juste titre, que le paysage crevassé doit son origine aux tremblements de terre, même s'il ne connait ni la géologie de la Californie du Nord, ni les bases de la tectonique des plaques. Il mentionne des arbres particulièrement larges, qu'il appelle des « cèdres », mais il ne sait pas que ces séquoias côtiers, qu'on ne trouve que dans cette région, ne sont pas seulement étonnamment gros, mais qu'atteignant plus de 100 m, ils sont les plus hauts arbres du monde.

#### Sur la côte du Pacifique
Près de l'embouchure du  Klamath, ils atteignent la côte du Pacifique et la longent vers le nord au-delà de l'actuelle frontière de l'Oregon. Ils ne rencontrent presque plus d'Indiens, se nourrissent de leur chasse et attrapent à nouveau occasionnellement des castors. Le 2 juillet, les contrats des hommes se terminent; Smith les prolonge au prix de 1 dollar par jour jusqu'à ce qu'ils atteignent la base du commerce des fourrures sur le fleuve Columbia. Un des chasseurs a négocié un prix fixe de 200 dollars, sans doute depuis le départ de la région mexicaine.
La côte est maintenant si accidentée que le groupe s'enfonce un peu plus vers l'intérieur pour continuer vers le nord. Ce n'est qu'après environ 100 km, arrivés au fleuve Coquille, qu'ils tombent à nouveau sur des Indiens, qui s'enfuient dès qu'ils les voient. Près du fleuve, Smith effraie tant un groupe qu'ils abandonnent leurs canoës pour fuir à pied. Les voyageurs utilisent les canoës pour traverser la large embouchure du Coquille, tandis que les chevaux et les mulets sont poussés dans l'eau et nagent à côté des canoës.
Au nord du cap  Arago ils tombent à nouveau sur un petit groupe d'Indiens qui parlent Chinook Wawa — un pidgin qui vient de se développer, issu des langues des Chinook, de l'anglais, du français, et servant dans tout le nord-ouest de lingua franca entre Indiens et commerçants de fourrures blancs. Ils leur apprennent qu'ils ne sont plus qu'à dix jours de marche des régions que les commerçants de fourrure de Fort Vancouver visitent régulièrement. La fin de leur voyage et la civilisation paraissent proches.
Après quelques miles, ils atteignent, le 10 juillet, la pointe sud de la Coos Bay. Ils arrivent dans un village peuplé d'une centaine d'Indiens qui s'appellent eux-mêmes Ka-Koosh. Il s'agit probablement de Coos ou de Kusan, ou encore peut-être de Kuitsch, en tout cas, un peuple de la famille linguistique Yakonan. Les maisons du village sont permanentes, faites de planches de bois fendu, et plus seulement de morceaux d'écorce, comme leurs voisins du sud.
Ils peuvent ensuite se livrer à un commerce fructueux ; un de ceux qui parlent Chinook sert d'interprète. Ils échangent du poisson, des baies et des coquillages comestibles, aussi bien que des peaux de castors et quelques peaux de loutres de rivière et de mer. Peu après, un conflit éclate; un Indien tire avec son arc sur huit chevaux et mulets, en atteignant quatre mortellement. Lorsque les blancs constatent les dégâts, les habitants du village fuient dans les forêts. Seuls les deux intermédiaires demeurent; ils cherchent à expliquer que la tuerie est le fait d'un seul et unique Indien qui n'était pas satisfait d'un échange commercial. L'atmosphère est tendue, car pour la première fois depuis le début du voyage les Indiens qu'ils rencontrent vivent dans des villages assez gros pour que les vingt Blancs se sentent vulnérables malgré leurs chevaux et leurs armes, en raison de la suprématie numérique évidente des Indiens. Smith fait traverser la rivière la plus proche de l'autre côté du village indien et veille à ce qu'il y ait toujours des chasseurs sur les deux rives pour protéger la caravane.
À l'extrémité nord de la Baie de Coos, un Indien les accompagne pendant deux jours jusque chez les Umpquas. À l'embouchure de l'actuel fleuve Umpqua, ils trouvent à nouveau un grand village d'environ 80 habitants. Là encore, ils commencent par des échanges fructueux, mais remarquent bientôt qu'un Umpqua leur a volé une hâche. Avant qu'il ne puisse fuir, les Blancs le ligotent sous les yeux des villageois, Smith et d'autres le menacent de leurs armes et l'interrogent. Lorsque la hâche est retrouvée dans la cachette indiquée par le prisonnier, l'atmosphère se détend quelque peu.
Les Umpqua recommandent à Smith un chemin à suivre. Il ne doit pas rester sur la côte, mais remonter la rivière Umpqua, aller vers le nord sur la Elk River et escalader une chaîne de collines. Derrière il doit trouver un bras de la Willamette, qui les mènera dans une région connue et finalement à Fort Vancouver. Selon eux, la distance jusqu'à la rivière Willamette n'est environ que de 15–20 miles. La description est exacte, mais la distance, même à vol d'oiseau, est en fait presque quatre fois plus importante.
Tôt le matin du 13 juillet, Smith s'embarque avec un autre homme sur un canoë pour explorer la route le long de l'Umpqua. Lorsqu'ils reviennent, ils trouvent le camp détruit et tous les hommes abattus. Ils sautent immédiatement dans leur canoë et s'enfuient sur la rivière, vers l'amont, avec le seul équipement qu'ils portaient pour leur petite exploration ; ils suivent le chemin projeté jusqu'à la Willamette et de là le long de la vallée de la Willamette, jusqu'à Fort Vancouver. À cause de la distance sensiblement plus grande que celle prévue au début, ils n'y arrivent que le 10 août. À leur stupéfaction, ils retrouvent un autre rescapé de leur expédition, Arthur Black, arrivé deux jours plus tôt.
Celui-ci a survécu à la première attaque, abattu trois Indiens et s'est enfui dans les buissons. Lorsqu'il a vu que ses camarades n'avaient aucune chance, il est resté dans sa cachette, puis s'est dirigé à pied vers le nord à proximité de la côte. Sans aucun équipement, il a vécu quelques jours de baies et a finalement demandé de l'aide aux Indiens du peuple des Tillamooks. Ceux-ci ont des contacts réguliers avec des chasseurs et des commerçants de fourrure anglais ; ils lui ont donné de la nourriture et l'ont conduit à la base de la compagnie de la Baie d'Hudson, vers Fort Vancouver.

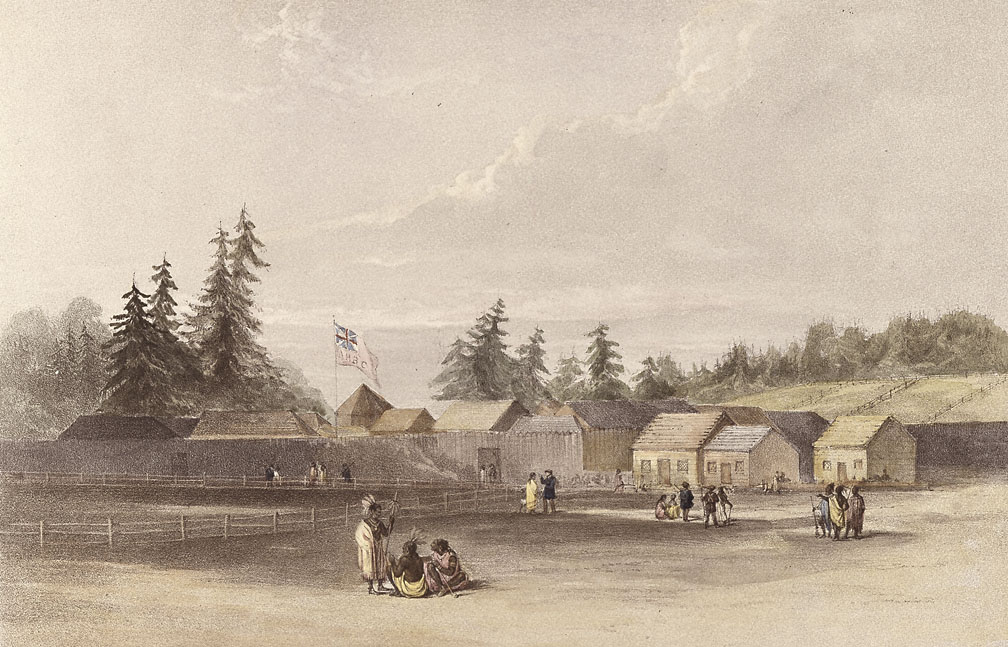
Fort Vancouver, 1845

### La Compagnie de la Baie d'Hudson
Le directeur à Fort Vancouver, le Dr. McLoughlin, et le chef de ses vendeurs de fourrure, Alexander McLeod, sont extrêmement inquiets du récit des événements, car la sécurité de leurs hommes dépend d'une relation pacifique avec les Indiens. Smith exige une expédition de représailles contre les assassins, mais ne réussit pas à imposer son projet. McLoughlin et McLeod font jouer toutes leurs connexions avec les peuples de la région. Ils donnent de belles récompenses aux Indiens qui ont aidé Arthur Black et essaient de tirer au clair ce qui s'est passé.
Plusieurs versions circulent sur les événements qui se sont déroulés entre le départ de Smith et l'attaque des Umpquas. L'Umpqua, qui le jour précédent avait été menacé à cause du vol de la hache, était un guerrier respecté et aurait exigé une vengeance immédiate de l'affront qu'il avait subi. Mais il aurait été mis en minorité par un chef de plus haut rang. Malgré cela, l'atmosphère dans le village se serait échauffée. Le chef Umpqua rapporta en outre que Harrison Rogers, en l'absence de Smith, aurait invité des Indiens d'un peuple lié aux Umpquas dans leur camp. Un sous-chef aurait essayé de monter un des chevaux pour imiter la façon de faire des Blancs. Un des chasseurs l'aurait alors menacé d'une arme, ce qui aurait déclenché la bataille. Black confirma la tentative de monter un cheval, mais nia qu'un Indien de haut rang ait été à nouveau menacé par les Blancs.
Les Umpquas rapportèrent en outre que les Américains s'étaient décrits comme les futurs seigneurs du pays qui chasseraient les Anglais de la région et accapareraient pour eux seuls le commerce avec les Indiens. Que cette phrase ait vraiment été prononcée ou ait été inventée pour se concilier les bonnes grâces des Anglais n'est pas clair. Lorsque Smith apprit cela, il pensa qu'il était possible que les Indiens des peuples du Sud, engagés comme interprètes, aient voulu plastronner vis-a-vis des Umpquas sur la puissance des Américains sans que ni lui-même, ni le chef de son groupe n'aient fait de semblables déclarations.
Deux années plus tard, McLoughlin rendit publique une autre version qui n'avait tout d'abord trouvé aucun écho dans les rapports officiels. Selon cette version, ce ne sont pas seulement des Indiens, mais aussi leurs femmes qui auraient été invités dans le camp et Rogers aurait essayé d'attirer par la force une Indienne dans sa tente. Comme son frère voulait la défendre, Rogers l'aurait abattu, ce qui aurait déclenché une attaque immédiate. Smith trouva cette version très improbable et les écrits antérieures de Rogers dans le journal de voyage montrent qu'il n'était pas intéressé par des relations sexuelles avec les Indiennes.
Alors que Smith et les deux autres survivants de son groupe se préparent pour la campagne d'automne avec les hommes de la Compagnie de la Baie d'Huson, d'autres nouvelles arrivent courant septembre. Les Umpqua se montrent très amicaux avec les Anglais, rejettent toute la faute sur les Keliwatsets et sont prêts à restituer les chevaux et les fourrures de Smith. Dans les semaines suivantes arrivent d'autres ambassades de différents peuples et villages. Les biens des Blancs ont été éparpillés dans toute la région, mais les relations avec les Anglais sont si bonnes qu'une grande partie peut être récupérée. Peu avant Noël 1828 c'est presque 700 peaux de castors et de loutres, 39 chevaux et mulets, 4 caisses métalliques, un assez grand nombre de pièges à castors et d'équipements particuliers ainsi que de grandes parties du journal de voyages et des cartes dessinées par Smith lui-même qui sont restitués. La Compagnie de la Baie d'Hudson n'accepte de Smith aucun dédommagement pour ses frais.
À cause de la saison déjà bien avancée, Smith avait d'abord espéré pouvoir rejoindre rapidement les chasseurs de sa propre compagnie dans les Rocheuses, mais l'hiver précoce le contraint à rester. Le directeur de la Compagnie de la Baie d'Hudson, le gouverneur George Simpson, qu'il rencontre par hasard à Fort-Vancouver et qui a pris un grand intérêt au sort de Smith et ses gens lui fait une bonne offre pour les peaux et ses chevaux sauvés, si bien que Smith s'en tire bien du point de vue financier. Il se décide donc à passer l'hiver à Fort Vancouver et à ne repartir que l'année suivante.

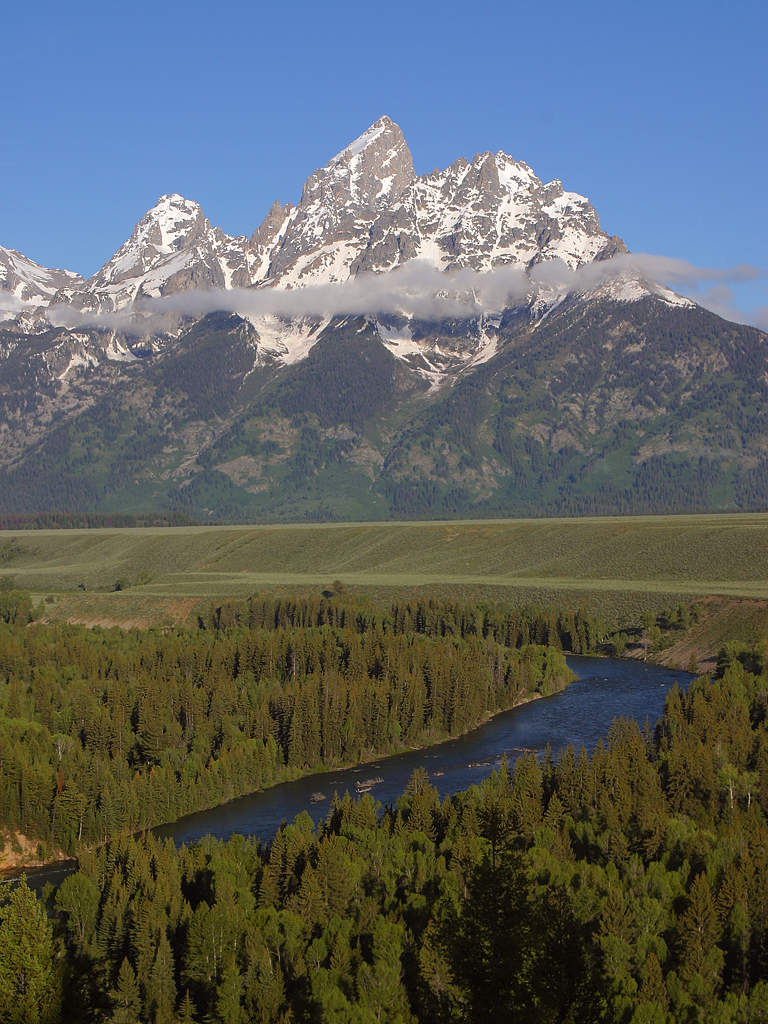
La cordillère Teton sur le Snake River, Wyoming

### Le retour
Vers le milieu de mars 1829 il se met finalement en route et, en passant par le nord, comme l'expédition Lewis et Clark en 1806, il atteint, probablement par le col Lolo, la région de la chaîne Teton où il retrouve un groupe de sa propre compagnie. Pendant l'absence de Smith, « Smith, Jackson & Sublette » a connu une année fructueuse et un peu plus de 100 chasseurs sont en route par petits groupes dans les Rocheuses.
Jedediah Smith est accueilli chaleureusement et passe la saison complète 1829 à chasser. Cette année-là, les hommes de sa compagnie poussent plus loin vers le nord-ouest sous sa conduite, dans une région dont les stocks de castors n'ont pas été jusque-là chassés à grande échelle, parce que les Indiens Blackfoots sont considérés comme le peuple le plus dangereux de l'Ouest. Pendant presque toute la saison, les conflits peuvent être évités, ce n'est qu'en novembre que les Blackfoots attaquent une petite troupe de chasseurs et tuent deux hommes.
Smith passe cet hiver particulièrement rigoureux dans un camp avancé sur la Powder River. Les journaux de Smith de cette époque sont pleins de remarques mélancoliques. Il écrit sur ses compagnons qui ont trouvé la mort à ses côtés et sur ses raisons de continuer malgré tout dans ces contrées sauvages. En avril, malgré l'attaque précédente, ils poursuivent la chasse au cœur de la région des Blackfoots. La brusque fonte des neiges fait violemment enfler les rivières et, dans un affluent méridional de la Yellowstone, les chasseurs perdent en le traversant 30 chevaux et, ce qui est pire, 300 pièges à castors. C'est pure chance qu'aucun homme ne perde la vie. La saison est décevante. Les Blackfoots ne font pas confiance aux chasseurs, ils éloignent tous les pièges dont ceux-ci pourraient s'emparer.
Le 4 août 1830, au Rendez-vous annuel à l'est de la chaîne de Wind River, Jedediah Smith, David Jackson et William Sublette vendent leur compagnie, qui à partir de ce moment devient la « Rocky Mountain Fur Company », à leurs collègues Jim Bridger, Tom Fitzpatrick, Milton Sublette (le frère de William), Henry Freab et Baptiste Gervais. Le prix de vente est de 16 000 dollars, payables en liquide avant le 15 juin 1831 ou en peaux de castors à raison de 4,25 dollars pièce. Ils conservent en outre le gain sur la vente des fourrures de l'année qu'ils rapportent à Saint-Louis.

## St. Louis et le commerce avec Santa Fe
C'est un homme aisé, âgé de 31 ans, qui rentre à Saint-Louis. Grâce au profit de la vente, pendant un an à peu près, Smith vit en rentier, et travaille à ses descriptions de voyage en vue de leur publication. Son temps dans les montagnes est passé, l'ambiance mélancolique du dernier hiver, elle, demeure. Un jeune Yankee nommé J. J. Warner, qui a reçu d'un médecin la recommandation d'aller vers l'Ouest pour améliorer sa constitution fragile, rend visite à Smith et le décrit ainsi :

« Au lieu de trouver un « bas de cuir », je fis la connaissance d'un Gentleman bien né, intelligent et plein de sentiments chrétiens, qui refréna mon impulsion juvénile et ma joyeuse anticipation pour la vie de trappeur et de « Mountain Man » en m'informant que si j'allais dans les Rocheuses mes chances étaient essentiellement plus grandes de trouver la mort que de recouvrer la santé et qu'au cas où j'échapperais à la première et retrouverais la seconde, je serais probablement perdu pour toute autre vie que celle d'un demi-sauvage. Il dit qu'il avait passé plus de huit ans dans les montagnes et qu'il n'y reviendrait jamais. »

Smith se sent responsable de sa famille et projette de financer pour deux de ses frères un commerce avec la ville alors mexicaine de Santa Fe. L'idée de l'affaire vient probablement de William Sublette, qui avait travaillé près de deux ans dans le commerce avec Santa Fe et qui voulait avec le capital de la vente de l'affaire de fourrures entrer de manière indépendante dans le commerce transnational.

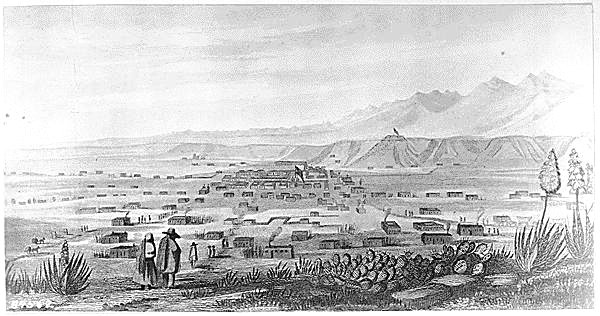
Santa Fe en 1846

Le commerce avec le Nord du Mexique est justement en pleine expansion alors que le commerce de fourrure vit ses derniers instants. Les stocks de castors ont nettement diminué à cause de la chasse à grande échelle et quand les Blancs pénètrent dans les dernières régions de chasse des Indiens, les conflits éclatent de plus en plus souvent. Bridger, Fitzpatrick et les autres partenaires conserve la compagnie jusqu'en 1834, mais elle ne vaut ensuite plus rien. C'est une tout autre affaire avec le commerce transnational : aux États-Unis, de nombreuses marchandises peuvent être fabriquées sensiblement meilleur marché ou de meilleure qualité qu'au Mexique ou même que ceux importés d'Espagne. Les textiles sont concernés au premier chef.
Originellement, Smith veut seulement financer le voyage de ses deux frères et leur permettre ainsi d'entrer dans le commerce. Mais au printemps 1831, William Sublette, David Jackson et Smith décident à nouveau de fonder une entreprise commune et de mener un convoi de marchandises jusqu'à Santa Fe. En ce qui concerne Smith, il écrit qu'il ne s'agit pas tant pour lui de profits commerciaux, mais du besoin de voir aussi Santa Fe pour son livre sur l'Ouest.
Ils s'associent avec d'autres commerçants et équipent au total 22 chariots avec 75 personnes. Dix des charriots appartiennent à Smith et à sa famille, neuf sont affrétés par Jackson et Sublette, les autres en amènent 2. Smith, Jackson et Sublette cofinancent aussi un petit charriot, dont l'essieu arrière peut être décroché et équipé d'un petit canon. Le 10 avril, ils quittent Saint-Louis, le 4 mai, ils atteignent Independence, le dernier lieu habité avant la Prairie.
Leur équipement est excellent, mais aucun d'entre eux ne connait vraiment la route qu'on appelle la Piste de Santa Fe. Même Sublette ne sait pas où se trouvent les points d'eau et le voyage devient très pénible. En outre, l'été 1831 est particulièrement chaud et sec. Un des aides employés est tué par des Pawnees lors d'une chasse à l'antilope, mais ils avancent bien malgré les problèmes. Smith est décrit comme celui qui remonte le moral de tous et motive les hommes.

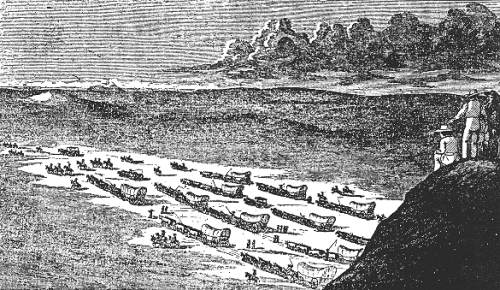
Convoi de charriots sur la Piste de Santa Fe

À partir de l'Arkansas, sur les hauteurs de ce qui sera Dodge City, ils s'écartent sur la route de Cimarron vers le sud-ouest jusqu'à la rivière Cimarron et à travers le désert du même nom. Ils peinent à trouver de l'eau, une fois les hommes et les bœufs qui tirent les charriots n'ont rien à boire pendant deux jours. Le 27 mai, Smith part le long du bras septentrional asséché de la Cimarron au sud de l'actuel Ulysses dans le Kansas pour chercher un trou d'eau. Il ne revient pas. Ses compagnons le tiennent pour mort, car il n'a jamais raté un rendez-vous, et continuent directement vers l'Ouest, sans le chercher ou l'attendre. Le 4 juillet 1831, ils entrent à Santa Fe et apprennent le sort de Smith, car le même jour, par hasard, plusieurs Mexicains entrent dans la ville et cherchent à vendre ses armes qu'ils ont échangées à des Comanches.
Plusieurs histoires pas tout à fait concordantes sur les circonstances précises de sa mort évoquent une prétendue enquête auprès des Comanches, mais ne sont probablement que de libres fioritures. Selon elles, Smith aurait trouvé de l'eau potable dans le lit d'une rivière presque à sec et aurait négligé, pendant qu'il buvait et faisait boire son cheval, d'observer les environs. Les Comanches se seraient approchés si près qu'il n'aurait pu fuir. Comme dans toutes les histoires de l'Ouest sauvage, Smith aurait encore abattu le chef et au moins un autre des Indiens, avant qu'il ne soit mort finalement d'un coup de lance, d'une flèche ou d'une balle selon la version de l'histoire.

## Personnalité
Jedediah Smith est décrit, tant par ses contemporains que par ses biographes, comme une figure exceptionnelle parmi les « Mountain Men ». Sa formation le distinguait de ses collègues et compagnons. Alors que la plupart ne maîtrisaient pas la lecture et l'écriture, Smith tint régulièrement un journal et nota tous les événements de ses expéditions de chasse, de commerce et d'exploration. En outre, ce méthodiste pieux portait toujours une Bible avec lui et insérait fréquemment des citations bibliques dans ses conversations ou dans ses descriptions. Lors de réunions plus importantes, il lui arriva de dire un sermon et de diriger une prière collective.
Dans son apparence, il se distinguait également de la plupart des trappeurs. Il s'habillait principalement à l'européenne, seule sa chemise de chasse indienne en cuir léger le rapprochait de ses compagnons, qui avaient adopté en général pour leurs vêtements les mœurs indiennes. Il était grand (six pieds, environ 1,83 m), il accordait de la valeur à la propreté, se baignait à chaque occasion possible et emportait même dans les contrées sauvages un coffret avec des ustensiles de rasage et un miroir. Il ne renonçait à se raser que dans des circonstances désespérées.
Les formes de comportement et la relation de Smith vis-à-vis des Indiens frappaient ses contemporains. Il ne jurait pas, il ne fumait pas, il buvait rarement de l'alcool et de façon mesurée et alors que la plupart des trappeurs vivaient avec des femmes indiennes (souvent même, plusieurs), il n'y a aucune indication d'une telle relation entre Smith et des Indiennes.

## Publications
En 1840, une première tentative de publier une version remaniée des descriptions de voyages de Smith échoua pour des raisons inconnues. Une partie des descriptions originelles furent perdues lors d'un incendie à Saint-Louis. Le manuscrit du voyage de 1826-27 échut à William Ashley, comme exécuteur testamentaire de Smith, tomba dans l'oubli et ne fut retrouvé par hasard qu'en 1967 dans le fonds Ashley et transmis à la Historical Society of Missouri. Il fut publié en 1977 par George Brooks.
Harrison Dale ayant reconnu bien avant l'importance de Jedediah Smith, l'avait mise en lumière dans plusieurs livres à partir de 1918. En 1934, Maurice Sullivan publia la première monographie sur Smith, suivi en 1941 par l'importante synthèse de Harrison Dale. Tous deux s'appuient sur les parties conservées des manuscrits de Smith, sur son journal et ceux d'autres participants à ses voyages, sur les rapports administratifs et sur les souvenirs des contemporains. D'autres biographies de Jedediah Smith, fondées sur ces ouvrages parurent dans les années qui suivirent, parmi lesquelles sont à signaler en particulier les ouvrages de Dale L. Morgan. Celui-ci montra en 1954 à quel point avait été grande l'influence des rapports de Smith sur l'état de la cartographie de l'Ouest américain.
Les originaux des archives de Smith se trouvent aujourd'hui à la Bankroft Library de l'University of California à Berkeley, à la bibliothèque de l'University of the Pacific à Stockton et dans les archives de la Missouri Historical Society à Saint-Louis.
La vie de Smith a aussi été portée à l'écran :
- Il est l'un des héros de la série coproduite par la BBC, The Explorers (The Ten Who Dared, aux États-Unis), tout comme Christophe Colomb ou Alexandre von Humboldt.
- Dans Into the West (Vers l'Ouest), une mini-série TV (6 épisodes) de 2005, produite par Steven Spielberg, Jedediah Smith est joué par Josh Brolin.
- Taming the Wild West: The Legend of Jedediah Smith (Domptant l'Ouest sauvage : la légende de Jedediah Smith), un film TV de 2005 pour la chaîne de télévision The History Channel a été produit et réalisé par Diana Zaslaw ; Sean Galuszka y joue Jedediah Smith.
- En 2007, il est représenté par l'acteur Owen Wilson, dans le film La Nuit au musée (Night At The Museum).

## Importance
L'importance de Smith est multiple. En tant que trappeur et chasseur de fourrure, il fait partie des pionniers qui se sont engagés vers l'Ouest, ont découvert le Nouveau Monde et parmi les premières générations, il est le seul à avoir communiqué ses expériences avec ses propres mots. En tant que commerçant de fourrure, il a dirigé la compagnie la plus importante de son époque lors de l'apogée de son activité, alors qu'elle était l'égale de la Compagnie de la Baie d'Hudson britannique. Il a développé la méthode des Rendez-vous, construit le commerce avec les Indiens dans les montagnes Rocheuses et il est devenu un homme aisé avant de se tourner vers un nouveau domaine commercial prometteur.

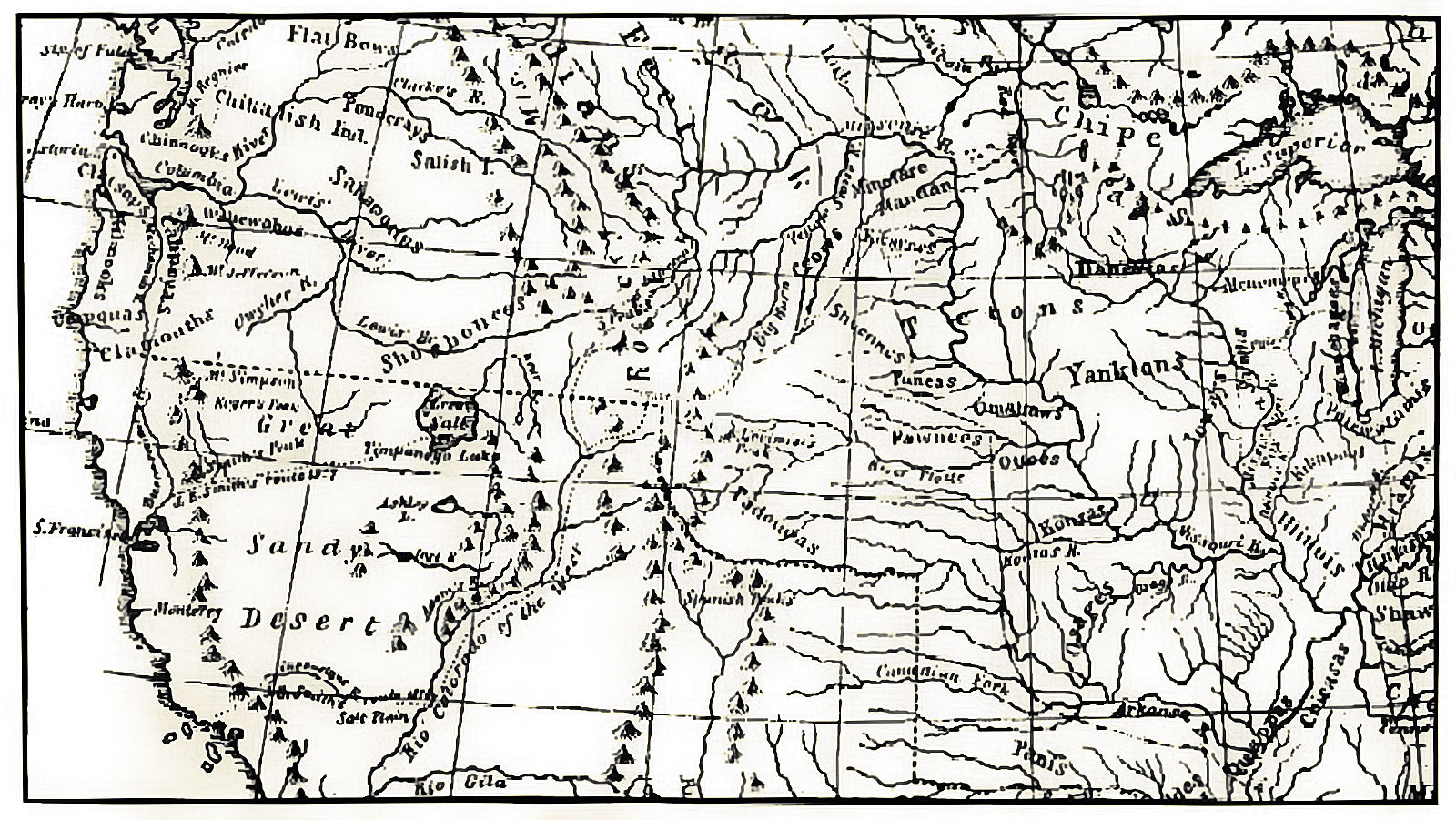
La carte de Albert Gallatin de 1836, avec les peuples indiens de l'Ouest, repose essentiellement sur les explorations de Smith

C'est probablement sur la cartographie qu'il a exercé l'influence indirecte la plus grande. Avant que Smith ne passe les Rocheuses, l'Ouest entre la région britannique du Columbia et le Sud, d'abord espagnol, puis mexicain, était une Terra incognita, une zone blanche sur les cartes. Les montagnes paraissaient infranchissables, les rivières inconnues ; depuis les premiers navigateurs, les explorateurs venant du Pacifique eux-mêmes n'avaient abordé la terre que ponctuellement, en raison des eaux peu profondes sur ces côtes.
Smith emmena avec lui les meilleures cartes disponibles à l'époque, mais elles se révélèrent en grande partie spéculatives et totalement inutilisables. C'est pourquoi il dut les dessiner lui-même. Chaque jour, ou presque, il a ajouté des cours d'eau, des montagnes isolées et des chaînes, des déserts, des lacs, des baies et d'autres repères sur les cartes. À son retour, il a mis à disposition les cartes sauvées de l'attaque des Umpquas : quelques années plus tard, il existait des atlas fiables sur les montagnes Rocheuses, les déserts de l'Ouest et du Sud-Ouest et les montagnes côtières de la Californie jusqu'à l'Oregon.
Dès son plus jeune âge, Smith est apprécié pour la qualité littéraire de ses récits de voyage, et leurs descriptions pleines de sensibilité. Peut-être était-il parmi les Mountain Men, celui qui recherchait le plus la vie sauvage et l'inconnu, et reconnaissait précisément, au moins dans ses phases dépressives, que non seulement il ne pouvait échapper à la civilisation, mais qu'il contribuait même à l'étendre à des régions intactes jusqu'alors.

## Citations
- Sur les objectifs de son premier voyage dans le sud-ouest en 1826-27, Smith écrivit qu'il voulait trouver des régions à castors qui seraient les égales de celles du Missouri, mais aussi qu'il voulait

« être le premier à voir une contrée sur laquelle les yeux d'aucun homme blanc ne s'étaient posés auparavant et à suivre le cours des rivières qui coulaient dans un nouveau pays. »
- Lorsque, pendant sa première année dans les Rocheuses, Smith atteint un village Blackfoot qui n'avaient jusqu'alors vu aucun homme blanc, ni chevaux, le village entier s'enfuit pris de panique, et une fillette mourut de frayeur. Smith écrivit plus tard à ce propos[34] :

« Peut-il se faire que nous qui nous appelons chrétiens soyons des monstres si terrifiants que nous puissions effrayer littéralement à mort de pauvres sauvages ? »
- Dans une de ses périodes mélancoliques de 1829, il écrivit à son frère Ralph:

« C'est pour que je puisse aider ceux qui sont dans le besoin que je fais face à chaque danger. C'est pour cela que je gravis les montagnes couvertes de neige éternelle. C'est pour cela que je traverse les plaines sablonneuses, dans la chaleur de l'été, assoiffé d'une eau qui pourrait rafraîchir mon corps brûlant. C'est pour cela que j'avance des jours entiers sans manger et suis bien satisfait quand je peux trouver quelques racines, quelques escargots, et encore plus si nous pouvons nous offrir un morceau de viande de cheval ou un délicat chien rôti, et plus que tout, c'est pour cela que je me prive du privilège de la société et de la satisfaction de parler avec mes amis ! Mais je compterais tout cela comme des plaisirs s'il m'est au moins permis par le très sage Seigneur de joindre mes amis. Oh, mon frère, rendons-Lui, Lui à qui toutes les choses appartiennent, la juste part de ce qui est Son dû »

## Hommages
Une statue de Smith se trouve devant l'hôtel de ville de San Dimas, en Californie.
Une société consacrée aux études sur la vie de Smith, la Jedediah Smith Society, est hébergée à l'Université du Pacifique à Stockton en Californie.
Ont été par ailleurs nommés d'après Jedediah Smith :
- la Smith Valley, une vallée faiblement peuplée du Nevada,
- le Jedediah Smith Redwoods State Park, qui fait maintenant partie du Parc national de Redwood ;
- le fleuve côtier Smith River au nord de la Californie, le plus grand système fluvial sans ouvrage hydraulique de l'État, ainsi que l'Aire nationale de détente du Smith River, une zone de loisirs aménagée le long du fleuve, particulièrement pour la pêche à la ligne ;
- la Jedediah Smith Wilderness, une zone de la chaîne Teton dans le Wyoming, protégée de toute intervention humaine, et administrée par le US Forest Service ;
- la « Piste du Mémorial Jedediah Smith » (aussi nommée « Piste de l'American River »), une piste pour piétons, cavaliers et VTT en Californie du Nord, qui suit pendant 30 miles (50 km) l'American River du barrage de Folsom jusqu'à Sacramento.